# Бояджишко клане
Бояджишкото клане от 1876 г., известно още като „Кървавото хоро“, e едно от най-масовите кланета над българския народ по време на османското владичество.

## История
На 11 май 1876 г. селяните от Бояджик се събират в църковния двор да отдадат сърдечните си почести пред ликовете на първите славянски учители и равноапостоли светите братя Кирил и Методий. По време на празника владеещият околните села Едем ага нападнал селото със своите черкези, които започнали издевателства и грабежи. За да се отбраняват, селяните поставили въоръжена стража в края на селото. По този повод било докладвано на Шефкет паша, който се намирал в Сливен, че в Бояджик се готви бунт. Така на 17 май 1876 г. той с един табор башибозуци отива в Бояджик и започва погром над селото.
"Жителите на това село — всичко около 1000 души, посрещнали Шефкет паша и сложили оръжие. Пашата обаче ги върнал и им казал да се защищават, като заповядал войската да стреля срещу тях. Селяните побягнали във всички посоки без ни най-малка съпротива и при бягството им били изклани. Официалната цифра на жертвите е 170, от които двама попове, 8 жени и 8 деца. Аз видях човешки кости и черепи на полето и установих факта, че само 20 къщи са останали в селото, а училището и черквата са били разрушени по-късно; черквата е била построена от камъни и не без много трудности. Няколко глави бяха докарани в Ямбол от турци, между които и едно официално лице на име Хаджи Муласин. Три глави бяха хвърлени на улицата пред къщата на италианския генерален консул в Бургас, по това време намиращ се в Ямбол. Той самият ми каза този факт. Има основание да се счита, че разрушаването на Бояджик е дело на лично отмъщение от страна на Шефкет паша, който е бил роден в това село." 
Голяма част от населението се укрива в местната църква, но тя била обстрелвана със снаряди, затова укрилите се вътре били принудени да излязат. Започва зверското им физическо изтребление. Убити са десетки мъже, жени и деца. Хванатите живи около 50 младежи били принуждавани да играят хоро пред пашата, след което също били избивани. Затова Бояджишкото клане е известно в историята и като ”кървавото хоро”.
Цялото имущество на бояджичени станало плячка на башибозуците. Бояджишкото клане е определено от историците като трето по броя на жертвите след Баташкото и Старозагорското и като второ по жестокост клане след Баташкото. В него загинават 170 души мъже, жени и деца, и 2-ма свещеници – Желязко Колев и Господин Иванов. Сред убитите е и дядото на Джон Атанасов, а неговият баща Иван, още бебе, оцелява в прегръдките на убития. Към днешна дата има възстановен списък с имената на 145 жертви.